# Келецкое воеводство (II Речь Посполитая)
Келецкое воеводство (пол. Województwo kieleckie) — административно-территориальная единица межвоенной Польской Республики, образованная 14 августа 1919 / 15 февраля 1920 года в результате восстановления Польского государства. Столица — Кельце. Главные города — Радом, Ченстохова, Сосновец.

## География

### Территория
Келецкое воеводство занимало территорию площадью 22 240 км что составляло территории Второй Речи Посполитой. На востоке граничило с Люблинским, на юге с Краковским, Львовским и Автономным Силезским, с запада и севера — с Варшавским и Лодзинским.

## Население
В 1921 году в воеводстве проживало 2 535 989 человек.
Религиозный состав населения:
- Католики — 87,6 %
- Иудеи — 11,9 %

Этнический состав населения:
- Поляки — 91,3 %
- Евреи — 8,5 %

## Келецкие воеводы II Речи Посполитой
- Станислав Пенкославский (1919—1923)
- Адам Кроэбль (1923)
- Мечислав Бильский (1923—1924)
- Игнацы Мантейфель (1924—1927)
- Адам Кроэбль (1927)
- Владислав Корсак (1927—1923)
- Ежи Пацёрковский (1930—1934)
- Станислав Ярецкий (1934)
- Владислав Дзядош (1934—1939)

## Поветы
Бендзинский, Влащовский, Енджеёвский, Заверцкий (с 1927 года), Илжецкий, Келецкий, Козеницкий, Конецкий (до 1939 года), Мехувский, Олькушский, Опатовский, Опочинский (до 1939 года), Пинчувский, Радом (с 1932 года), Радомский, Сандомирский, Сосновец (с 1928 года), Стопницкий, Ченстохов (с 1928 года), Ченстоховский